# Raimundo Emiliani Román
Raimundo Emiliani Román (Cartagena, 12 de diciembre de 1914-Bogotá, 2 de octubre de 2005) fue un jurista y político colombiano. 
Natural de Cartagena, fue bachiller del Colegio Mayor de Nuestra Señora del Rosario y abogado de la Universidad Nacional. Comúnmente conocido por ser el gestor de la Ley 51 de 1983 de reforma al Código Laboral, más conocida como Ley Emiliani, que traslada la mayoría de los días feriados nacionales al lunes más próximo. Una destacada iniciativa que no sólo fortaleció el turismo nacional, sino también estimuló la actividad laboral.

## Trayectoria
Reconocido como uno de los dirigentes conservadores más ilustres, Emiliani fue más que la ley por la que lo asocian la mayoría de los colombianos. Varias veces Ministro de Estado, fue Ministro del Trabajo nombrado en el gobierno de Roberto Urdaneta Arbeláez, aunque no se alcanzó a posesionar; años más tarde fue nombrado Ministro de Trabajo mediante el Decreto 930 del 11 de mayo de 1957 por la Junta Militar de Gobierno presidida por el General Gabriel París Gordillo; en el mismo gobierno fue Ministro de Salud Pública, en carácter de Ministro Encargado. Fue el Doctor Emiliani ratificado como Ministro de Trabajo el 7 de agosto de 1958 mediante decreto 1562 por el presidente Alberto Lleras Camargo, y Ministro de Justicia durante la administración del Presidente Guillermo León Valencia. 
También se desempeñó como Embajador de Colombia en Suiza, Brasil, La Habana, Montevideo y ante la Santa Sede y la Organización de las Naciones Unidas. Fue además congresista durante más de 20 años y miembro de la Asamblea Nacional Constituyente de 1991, destacándose en ella su contribución en la Comisión sobre Derechos Humanos.
Como Ministro de Trabajo el Doctor Emiliani Román impulsó la creación del SENA, Servicio Nacional de Aprendizaje (creado por el Decreto-Ley 118 del 21 de junio de 1957 y definidas sus funciones por el Decreto 164 del 6 de agosto de 1957, siendo su coterráneo el Doctor Rodolfo Martínez Tono gestor y primer Director); así como también fue promotor de las cajas de compensación familiar y del subsidio familiar; se encargó de buscar la igualdad para los hijos dentro o fuera del matrimonio, y fue uno de los pocos dirigentes colombianos que se atrevió a pronosticar el fracaso de la Reforma Agraria del gobierno de Carlos Lleras Restrepo.
Los últimos años de su vida los dedicó a la docencia en las Universidades Nacional y Sergio Arboleda. Es autor de siete libros entre ellos "Los derechos humanos en la Constitución del 91", una biografía de Laureano Gómez y "Derecho de las obligaciones", entre otros.
Emiliani Román falleció en la ciudad de Bogotá, el 2 de octubre de 2005.

## Ley Emiliani
La llamada "Ley Emiliani" reformó el Código Laboral para trasladar la mayor parte de los festivos para los días lunes. Emiliani Román la sustentó como una manera de darle mayor productividad al país y facilitar el desarrollo del turismo, pues junto al sábado y al domingo, suman tres días de descanso consecutivos, lo que popularmente se conoce como “puente” en Colombia, permitiendo a los colombianos viajar o dedicarse a actividades principalmente turísticas.
Colombia tiene un total de 18 días feriados, entre civiles y de carácter religioso. De ellos, 10 son cobijados por esta ley, trasladándose para el lunes siguiente. Los otros 8 son inamovibles por conmemorar días de interés nacional

### Feriados inamovibles
- 1 de enero - Año Nuevo
- Jueves Santo
- Viernes Santo
- 1 de mayo – Día del Trabajo
- 20 de julio – Independencia Nacional
- 7 de agosto – Batalla de Boyacá
- 8 de diciembre - Inmaculada Concepción
- 25 de diciembre - Navidad"

### Feriados cobijados por la ley
- 6 de enero - Llegada de los reyes magos
- 19 de marzo - San José
- Ascensión del Señor (Cuarenta días después de Pascua)
- Corpus Christi (Jueves siguiente a la Santísima Trinidad)
- Sagrado Corazón de Jesús (Noveno domingo después de Pascua)
- 29 de junio San Pedro y San Pablo
- 15 de agosto - Asunción de la Virgen
- 12 de octubre - Día de la Raza
- 1 de noviembre - Todos los Santos
- 11 de noviembre - Independencia de Cartagena.

### Feriados en proceso de ser acreditados por la ley
- 21 de octubre - Día de la Madre Laura